# Walter Amelung
Walter Oskar Ernst Amelung, névváltozat: Walther Amelung (Stettin, ma: Szczecin, Lengyelország, 1865. október 15. – Bad Nauheim, 1927. szeptember 12.) német régész.

## Élete
Hermann Amelung biztosítási ügyekkel foglalkozó ügyvéd és Antoine Lebrun (elhunyt: 1904) legfiatalabb gyermeke volt. Anyja a drezdai Udvari Színház művésznője volt. Középfokú tanulmányait szülővárosában, a Marienstiftsgymnasiumban végezte, ezután a Tübingeni Egyetemen ókortörténetet hallgatott. 1884-ben a Corps Borussia Tübingen diáktársaság tagja lett, a későbbi neves történész Walther Stein társaságában. Később a Lipcsei Egyetemen és a müncheni Lajos–Miksa Egyetemen tanult tovább, itt doktorált 1888-ban Heinrich Brunn vezetése alatt. Brunntól javaslatokat is kapott tudományos pályája tekintetében.
Amelung, aki egy, a 19. század elején híres színészcsalád sarja volt, egyetemi tanulmányai után két éven át mint színész tevékenykedett Münchenben és Berlinben, csak ezután fordult végleg a klasszikus régészet felé. 1891 és 1893 közt hosszabb utazásokat tett a Földközi-tengeren, amelyeken széles körű ismereteket szerzett az ókori szobrászatról. Egyedi fényképsorozatot készített az antik szobrokról (Paul Arndt és Georg Lippold közreműködésével). A sorozatot egy  Corpus Statuarum Antiquarum című, antik szobrokat tartalmazó kiadvány előkészítő munkájának szánták, amely azonban sosem valósult meg.
1895-től Rómában élt, a Német Régészeti Intézet (Deutschen Archäologischen Institut) megbízottjaként. Számos művészeti útmutatót írt, s jelentős mértékben hozzájárult sok ókori szobor rekonstrukciójához. Az első világháború alatt el kellett hagynia Rómát, tanított a berlini Humboldt Egyetemen és az akkori Lessing Egyetemen. 1917-ben a Göttingeni Tudományos Akadémia levelező tagjává választották. A háború után, 1921-ben rábízták a római Német Régészeti Intézet (Deutschen Archäologischen Institut) irányítását. A római protestáns temetőben nyugszik, August von Goethe közelében. Jelentős görög és latin fordítói munkássága is. Tiszteletbeli tagja volt a Society for the Promotion of Hellenic Studies-nek.

## Fordítás
- Ez a szócikk részben vagy egészben  a   Walter Amelung című német Wikipédia-szócikk ezen változatának fordításán alapul.  Az eredeti cikk szerkesztőit annak laptörténete sorolja fel. Ez a jelzés csupán a megfogalmazás eredetét és a szerzői jogokat jelzi, nem szolgál a cikkben szereplő információk forrásmegjelöléseként.